# Wojciechówka (Basses-Carpates)
Pour les articles homonymes, voir Wojciechówka.
Wojciechówka est une localité polonaise de la gmina et du powiat de Przeworsk en voïvodie des Basses-Carpates.